# أل هيل
أل هيل هو لاعب هوكي الجليد كندي، ولد في 22 أبريل 1955 في نانيامو إي في كندا.

## وصلات خارجية
- أل هيل على موقع دوري الهوكي الوطني (الإنجليزية)
- أل هيل على موقع قاعة مشاهير الهوكي (لاعب أن.إتش.أل) (الإنجليزية)
- أل هيل على موقع EliteProspects.com (الإنجليزية)
- أل هيل على موقع HockeyDB.com (الإنجليزية)
- أل هيل على موقع Hockey-Reference.com (الإنجليزية)